# Bebe Daniels
Bebe Daniels (Dallas, Texas, 1901. január 14. – London, 1971. március 16.) amerikai színésznő.

## Életpályája és munkássága
Édesapja színházigazgató, édesanyja színpadi színésznő volt. Los Angelesben tanult, mert a család odaköltözött. Már gyermekkorában szerepelt a kamera előtt, s fellépett zenés komédiák táncosnőjeként. Cecil B. DeMille fedezte fel Hollywoodban. 1915–1917 között a Lonesome Luke-sorozatban szerepelt. Harold Lloyd és Rudolph Valentino partnere volt. Népszerűsége az 1920-as évek közepén ívelt a legmagasabbra. Ekkor a Paramount Pictures-nél dolgozott. 1922–1924 között a Beaucaire úr című filmben volt látható. 1935-ben visszavonult a filmezéstől. 1936-ban Londonba költözött, színpadon és az angol rádióban szerepelt. 1945-ben visszatért Hollywoodba. 1950–1956 között az amerikai televízió sztárja volt. 1960-ban csillagot kapott a Hollywood Walk of Fame-en. 1963-ban súlyos stroke-ja miatt visszavonult a közélettől. 1970-ben második alkalommal kapott stroke-ot.

## Magánélete
1930–1971 között Ben Lyon (1901–1979) amerikai színész volt a férje. Két gyermekük született: Barbara Lyon (1931–1995) színész-énekes és Richard Lyon, akit adoptált.

## Filmjei
- Óz, a csodák csodája (1910)
- Valahol Törökországban (Somewhere in Turkey) (1918)
- Jó szomszédok (1919)
- Broadway ütközet (1919)
- Férfi és nő (1919)
- Miért cseréld le a feleséged? (1920)
- A tékozló lovag (1921)
- Beaucaire úr (Monsieur Beaucaire) (1922–1924)
- Argentin szerelem (Argentine Love) (1924)
- Veszélyes pénz (Dangerous Money) (1924)
- Miss Brewster milliói (Miss Brewster's Millions) (1926)
- Senorita (1927)
- Rio Rita (1929)
- A család becsülete (Honor of the Family) (1931)
- A máltai sólyom (1931)
- Ezüst dollár (Silver Dollar) (1932)
- 42. utca foglya (1933)

### Lonesome Luke-sorozat
- Lonesome Luke, Social Gangster (1915)
- Lonesome Luke Leans to the Literary (1915)
- Luke Lugs Luggage (1916)
- Lonesome Luke Lolls in Luxury (1916)
- Luke, the Candy Cut-Up (1916)
- Luke Foils the Villain (1916)
- Luke and the Rural Roughnecks (1916)
- Luke Pipes the Pippins (1916)
- Lonesome Luke, Circus King (1916)
- Luke's Double (1916)
- Luke and the Bomb Throwers (1916)
- Luke's Late Lunchers (1916)
- Luke Laughs Last (1916)
- Luke's Fatal Flivver (1916)
- Luke's Society Mixup (1916)
- Luke's Washful Waiting (1916)
- Luke Rides Roughshod (1916)
- Luke, Crystal Gazer (1916)
- Luke's Lost Lamb (1916)
- Luke Does the Midway (1916)
- Luke Joins the Navy (1916)
- Luke and the Mermaids (1916)
- Luke's Speedy Club Life (1916)
- Luke and the Bang-Tails (1916)
- Luke, the Chauffeur (1916)
- Luke's Preparedness Preparations (1916)
- Luke, the Gladiator (1916)
- Luke, Patient Provider (1916)
- Luke's Newsie Knockout (1916)
- Luke's Movie Muddle (1916)
- Luke, Rank Impersonator (1916)
- Luke's Fireworks Fizzle (1916)
- Luke Locates the Loot (1916)
- Luke's Shattered Sleep (1916)
- Luke's Lost Liberty (1917)
- Luke's Busy Day (1917)
- Luke's Trolley Troubles (1917)
- Lonesome Luke, Lawyer (1917)
- Luke Wins Ye Ladye Faire (1917)
- Lonesome Luke's Lively Life (1917)
- Lonesome Luke on Tin Can Alley (1917)
- Lonesome Luke's Honeymoon (1917)
- Lonesome Luke, Plumber (1917)
- Stop! Luke! Listen! (1917)
- Lonesome Luke, Messenger (1917)
- Lonesome Luke, Mechanic (1917)
- Lonesome Luke's Wild Women (1917)
- Lonesome Luke Loses Patients (1917)
- Lonesome Luke's Lovely Rifle (1917)